# Instrument musical electrònic

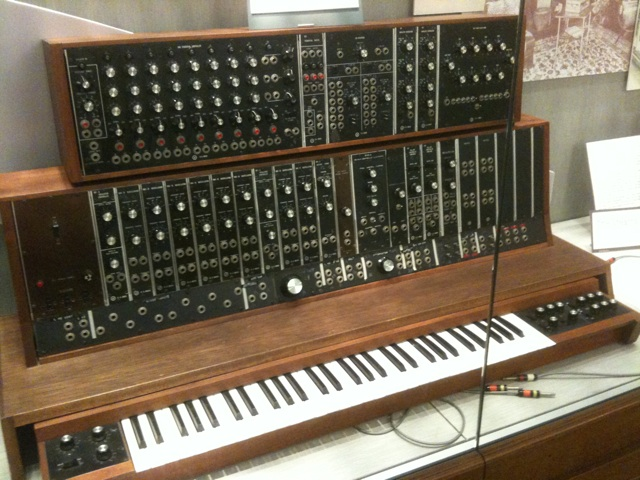
Primer sintetitzador comercial de Moog (1964, encarregat pel teatre de ball Alwin Nikolai de Nova York). Stearns Collection, Universitat de Michigan. S'hi pot veure la interfície d'usuari com el panell i el teclat electrònic.

Un  instrument musical electrònic o electròfon és un instrument musical que produeix els seus sons utilitzant l'electrònica (energia elèctrica). És a dir, són aquells instruments en els quals el so es genera o es modifica mitjançant corrents o circuits elèctrics.
En un instrument d'aquest tipus, el so que escolta l'intèrpret i autor es genera a partir d'un senyal d'àudio elèctric, electrònic o digital connectat a un amplificador de potència que finalment condueix a un altaveu.
Un instrument electrònic pot incloure una interfície d'usuari per controlar el so, sovint ajustant el to, la freqüència o la durada de cada nota. La interfície d'usuari més comuna és el teclat musical, que funciona de manera similar al teclat d'un piano acústic, però que en aquest cas és un teclat electrònic; el teclat en si mateix no fa cap so, sinó que envia un senyal a un mòdul de sintetitzador, ordinador o un altre generador de so electrònic o digital, que després crea un so.
Tots els instruments musicals electrònics es poden veure com un subconjunt d'aplicacions de processament de senyals d'àudio. Els instruments musicals electrònics incorporen a més mòduls electrònics d'efectes de so.
En els anys 2010, els instruments musicals electrònics s'utilitzen àmpliament en molts estils de música. El desenvolupament de nous instruments musicals electrònics, controladors i sintetitzadors continua sent un camp d'investigació molt actiu i interdisciplinari. Les conferències especialitzades, sobretot la Conferència Internacional sobre Noves Interfícies per a l'Expressió Musical, s'han organitzat per presentar un treball d'avantguarda, així com oferir un aparador per a artistes que realitzen o creen música amb nous instruments de música electrònica, controladors i sintetitzadors.

## Els instruments musicals electrònics i els electròfons

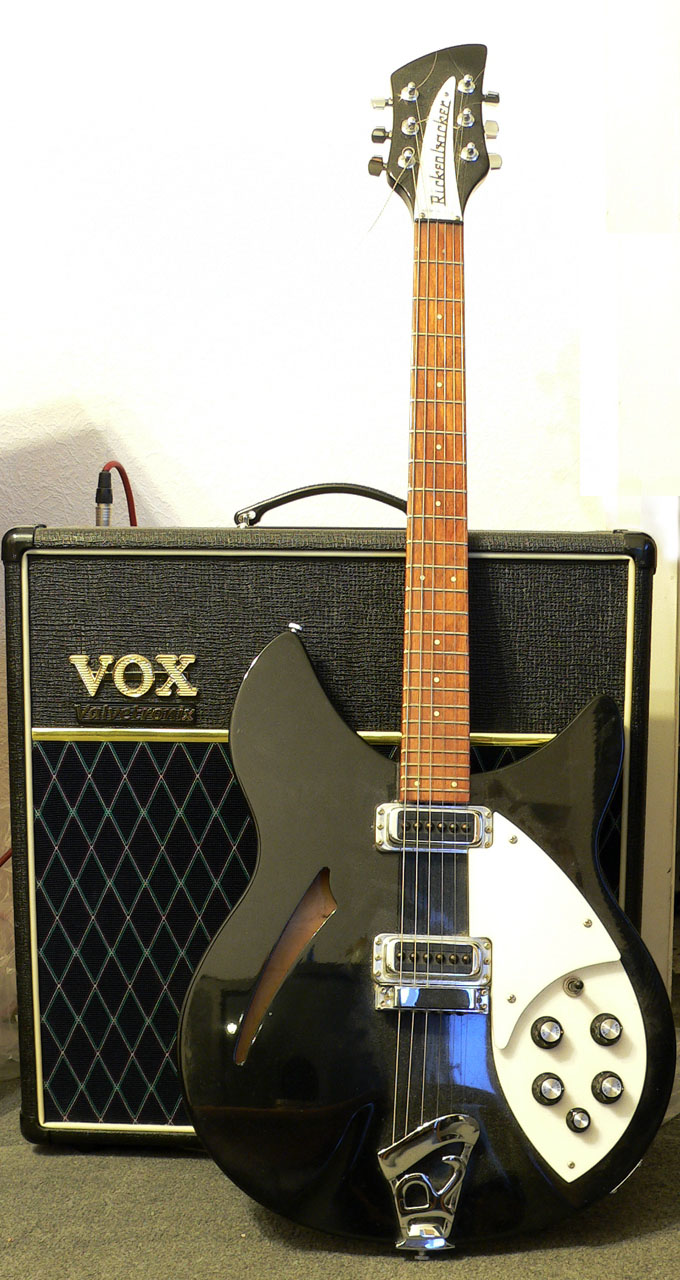
Guitarra elèctrica Rickenbacker

Els electròfons, són l'última família en integrar a la classificació Sachs-Hornbostel, aproximadament el 1940. Els instruments musicals electrònics en són una categoria. De fet, els electròfons es divideixen en 2 grups:
- Instruments tradicionals elèctricament amplificats, o instrument musical elèctric, en què, l'instrument generalment és com l'acústic, però l'amplificació es realitza per mitjans elèctrics. Per exemple, el Clavecí elèctric o la guitarra elèctrica.
- Instruments amb generació elèctrica completa o instrument musical electrònic. En aquesta categoria, tant la vibració inicial com l'amplificació dels instruments es fan electrònicament. El generador sonor acústic (corda, etc.) és substituït per un altre de tipus electrònic que produeix un senyal oscil·latori harmònic.

Els electròfons de generació elèctrica completa es divideixen en 2 subgrups:
1. Instruments ràdio-elèctrics. Són els instruments on el so és produït totalment a partir d'oscil·lacions elèctriques. Per exemple, Ones Martenot, sintetitzadors o samplers.
2. Instruments mecànic-elèctrics. Són els instruments musicals que barregen elements mecànics i elèctrics per generar el so. Per exemple, Orgue Hammond o Mellotron.

## Els orígens

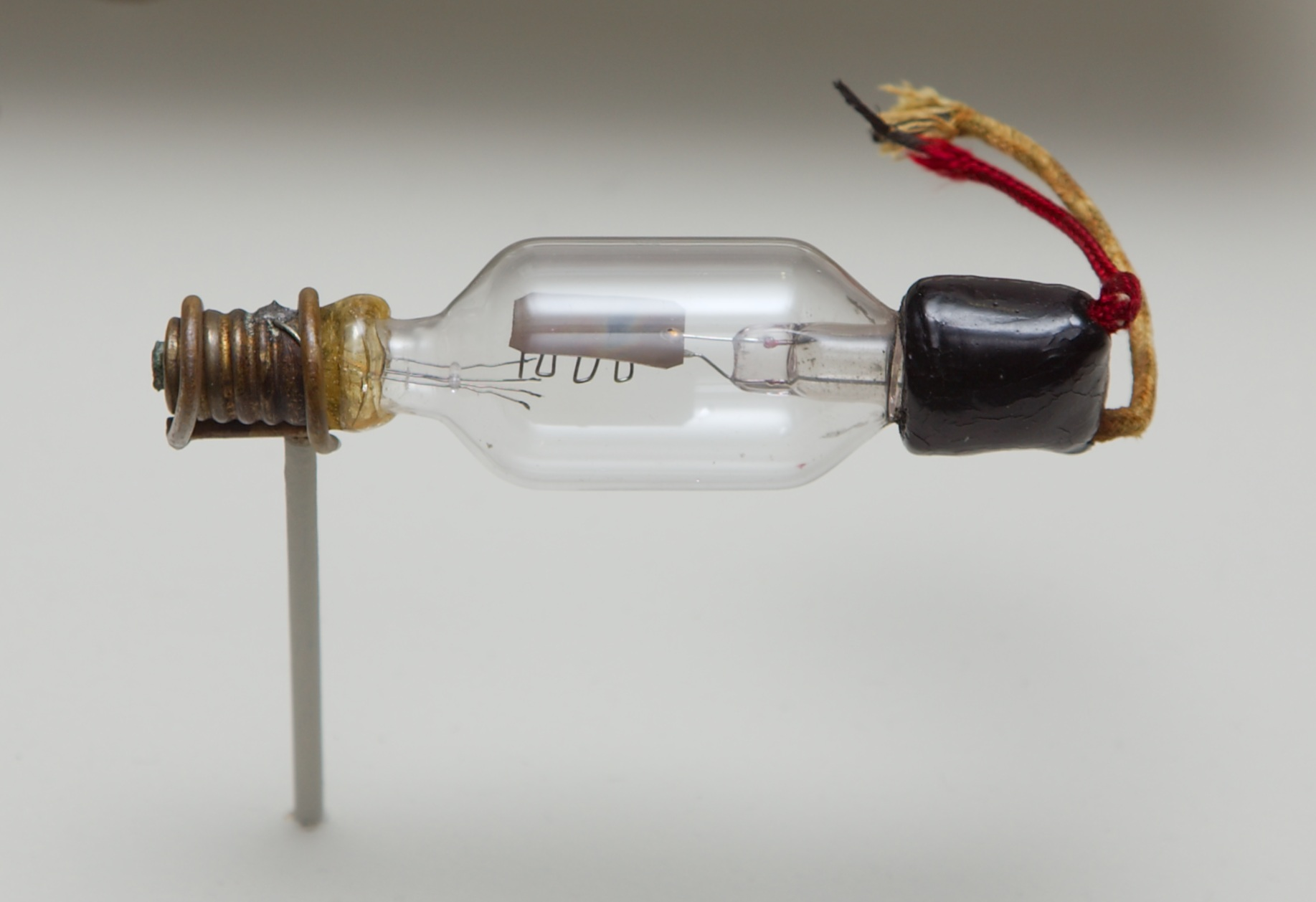
Un audió de 1906, de De Forest, el primer tub d'electrons que podia amplificar.

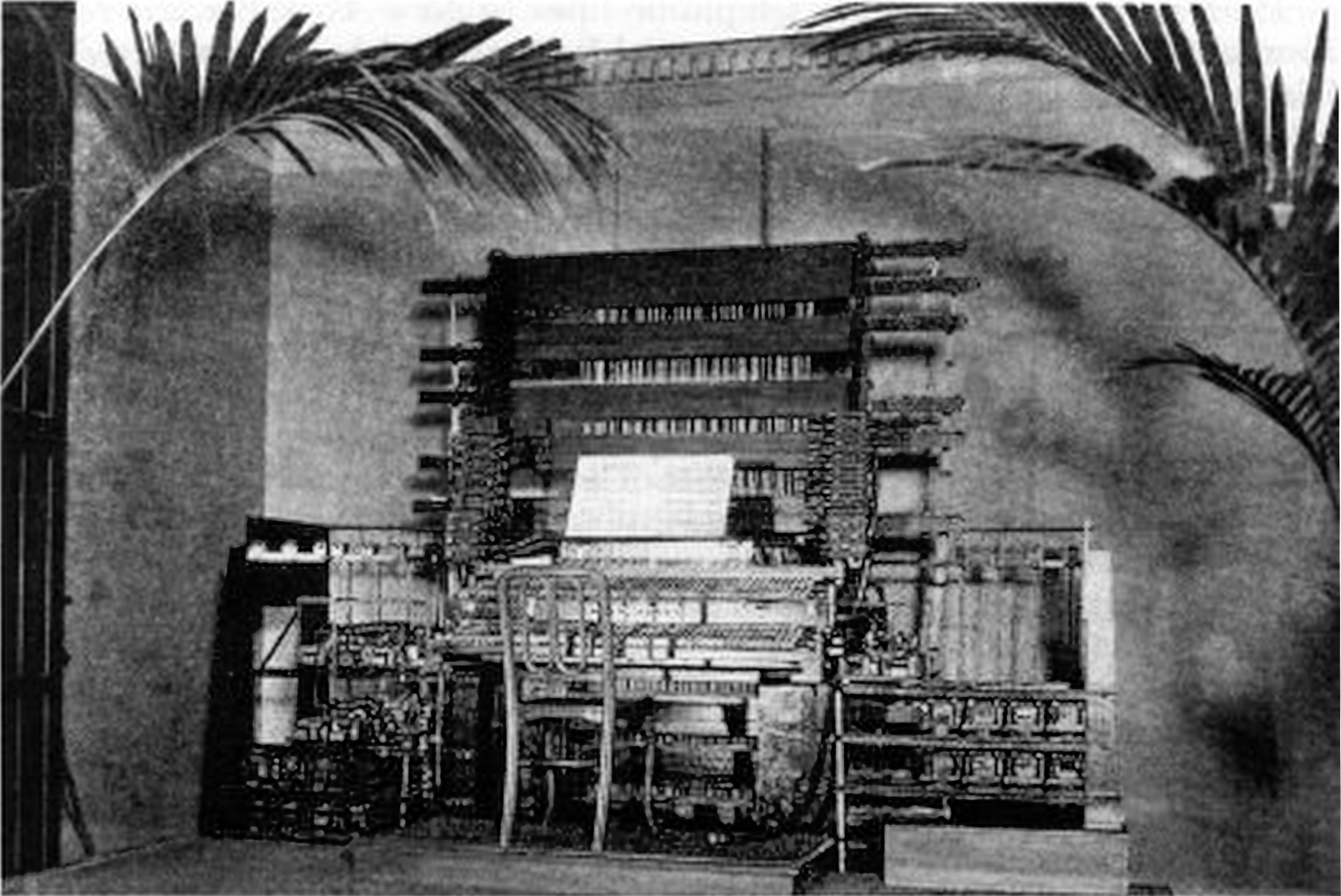
Telharmonium console (1897)

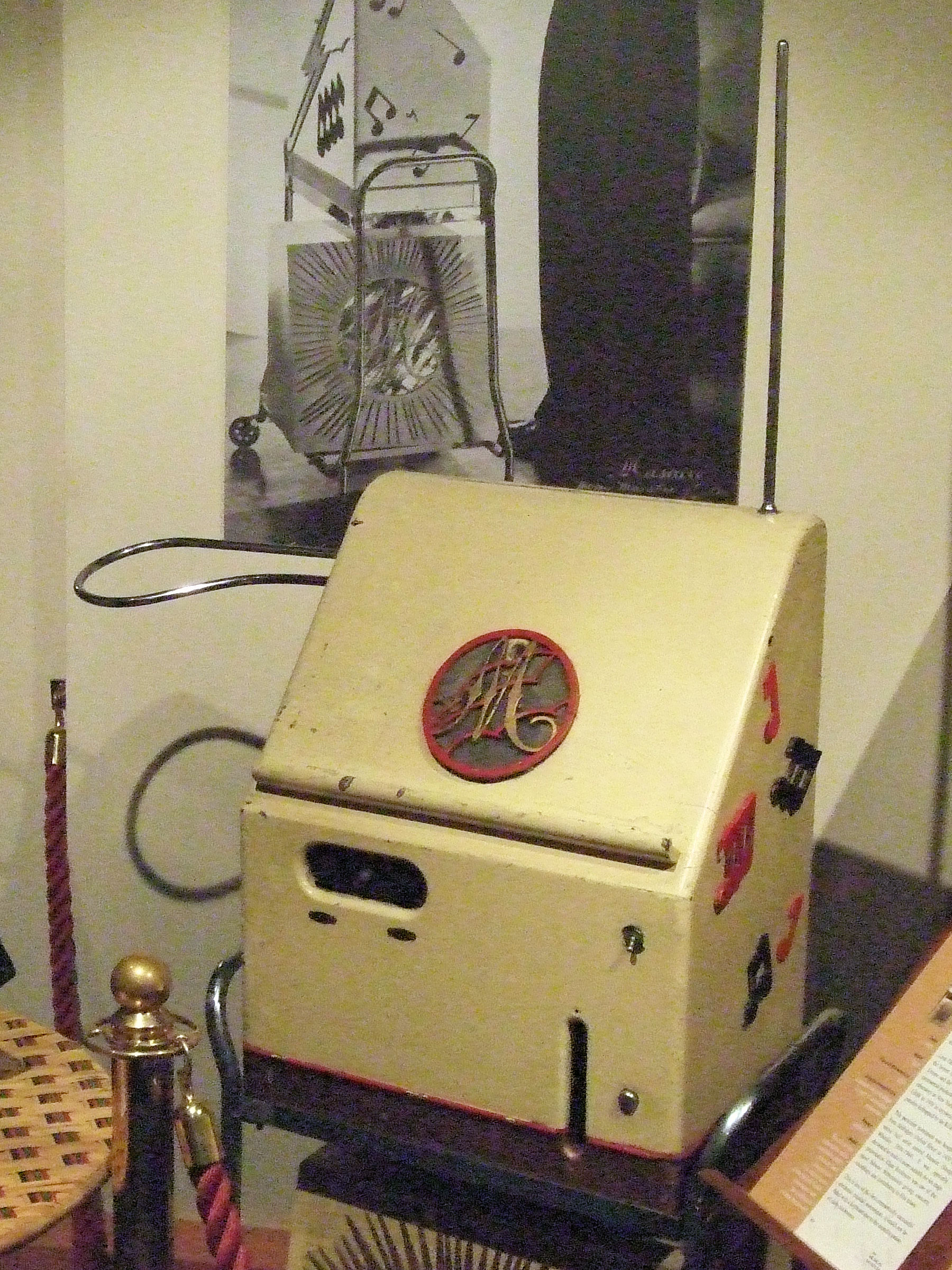
Un model RCA Theremin AR-1264 (1930)

Al segle xviii, músics i compositors van adaptar diversos instruments acústics per explotar la novetat de l'electricitat. Tanmateix, cap d'aquests instruments va utilitzar electricitat com a font de so.
El primer sintetitzador elèctric va ser inventat per atzar el 1876 per Elisha Grey. El "Musical Telegraph" es va crear accidentalment quan Gray va descobrir que podia controlar el so a través d'un circuit electromagnètic autodirigit i com a resultat va inventar un oscil·lador bàsic. Gray també va construir un dispositiu d'altaveu simple en models posteriors, que consistien en un diafragma que vibrava en un camp magnètic.
Un invent significatiu, que després va tenir un profund efecte en la música electrònica, va ser l'audió l'any 1906. Aquesta va ser la primera vàlvula termoiònica, o tub de buit i que va permetre la generació i amplificació de senyals elèctrics, de radiodifusió i de computació electrònica, entre altres coses.
A continuació, alguns dels primerencs instruments musicals electrònics més significatius:
- El Telharmonium (1897), també conegut com a Dynamophone, utilitzava rodes tonals per a generar sons musicals mitjançant síntesi additiva.
- El Theremin (1919) va ser un dels primers instruments musicals electrònics de la història i el més antic que ha perdurat fins avui. El model original es basava en vàlvules de buit i dos oscil·ladors d'alta freqüència. El Theremin era notable per ser el primer instrument musical tocat sense tocar-lo i el seu so pot recordar el d'un violí o violoncel electrònic.
- Les Ones Martenot (1928) instrument d'oscil·lador electrònic monòdic (és a dir, que no produeix notes simultànies) es caracteritza per les seues sonoritats particulars, que recorden veus procedents de lluny.
- El Trautonium (1929) generava el so a partir de llums de neó de baix voltatge. L'altura de les notes s'aconseguia pressionant un punt al llarg d'un cable muntat sobre d'un rail. Fins al 1930, els electròfons no permetien generar subharmònics i el Trautònium va ser el primer en poder generar-los.
- L'Orgue Hammond (1934) es basava en els principis del Telharmonium, juntament amb altres desenvolupaments que incloïen unitats de reverberació primerenca. L'Orgue Hammond és un instrument electromecànic, ja que utilitza elements tant mecànics com electrònics. Un òrgan Hammond va utilitzar rodes tonals de metall giratòries per produir diferents sons. Una captació magnètica similar al disseny de les pastilles d'una guitarra elèctrica s'utilitza per transmetre el to generat per les rodes tonals cap a un amplificador i aquest finalment cap a uns altaveus.

## Síntesi analògica 1950–1980

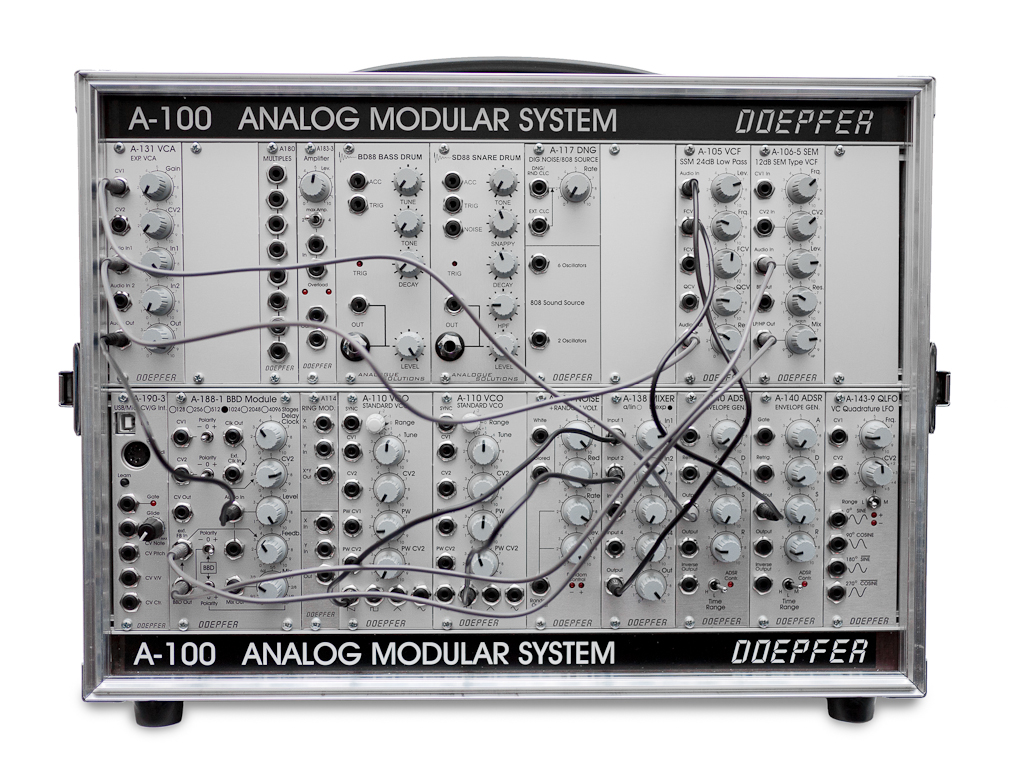
El sintetitzador modular Doepfer A-100

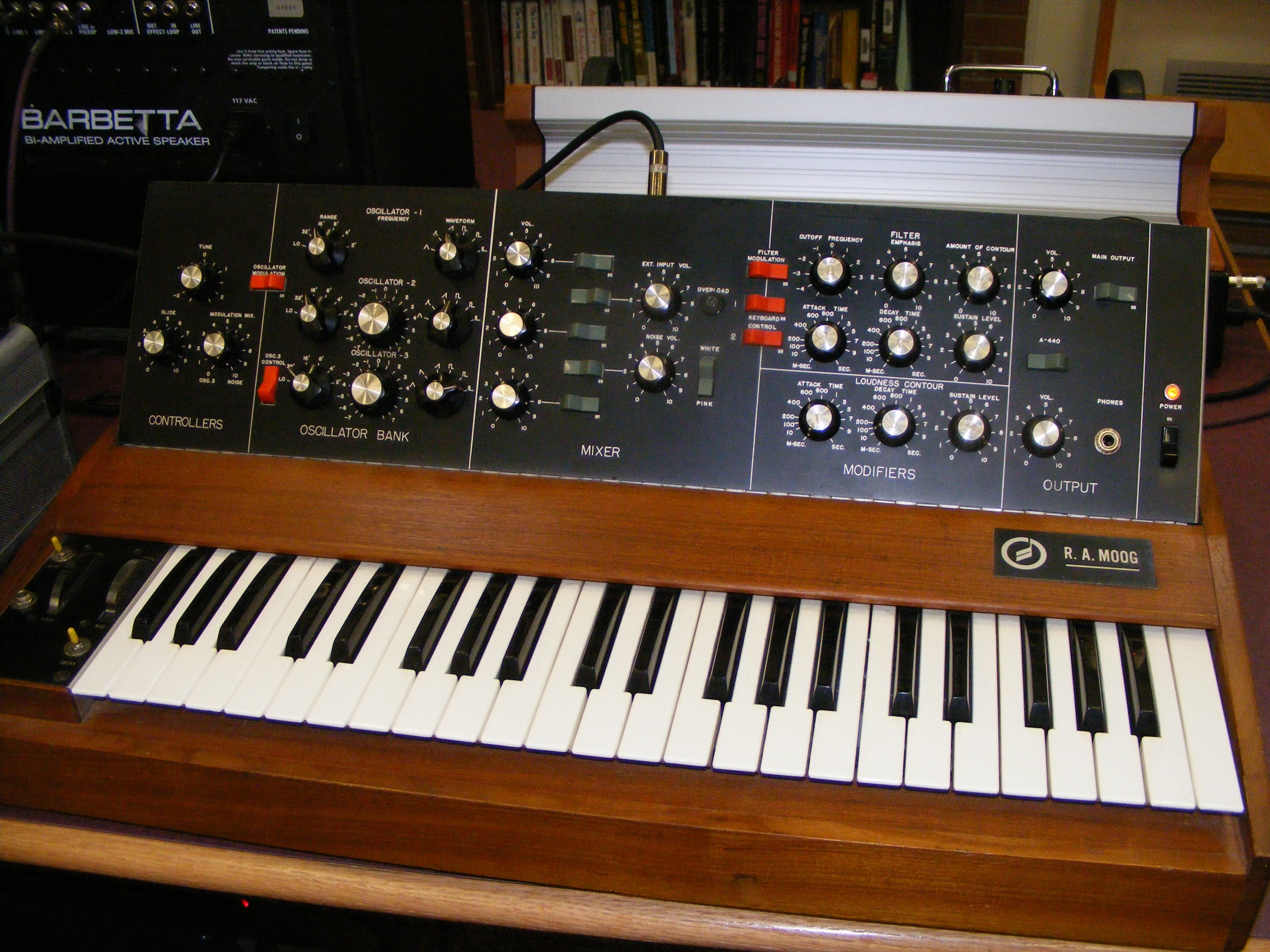
Sintetitzador integrat amb teclat electrònic integrat Minimoog (1970, R.A.Moog)

Els instruments electrònics més utilitzats són els sintetitzadors, anomenats així perquè generen artificialment el so utilitzant diverses tècniques. Totes les primeres síntesis basades en circuits van implicar l'ús de circuits analògics, especialment amplificadors, oscil·ladors i filtres controlats per tensió. Un important desenvolupament tecnològic va ser la invenció del sintetitzador Clavivox el 1956 per Raymond Scott.

### Sintetitzadors modulars
El sintetitzador modular és un tipus de sintetitzador que consisteix en mòduls especialitzats separats. El fabricant no connecta els mòduls sinó que els connecta l'intèrpret o autor sobre la interfície d'usuari amb els cables de connexió.

### Sintetitzadors integrats
El 1970, Moog va dissenyar el Minimoog, un sintetitzador no modular amb un teclat electrònic integrat. Els circuits analògics es van interconnectar amb commutadors. Tot i que menys flexible que un disseny modular, la normalització va fer que l'instrument fos més portable i fàcil d'utilitzar.

### Polifonia
Els primers sintetitzadors analògics eren monofònics, és a dir, produïen només un to a la vegada. Alguns podien produir fins a dos tons diferents a la vegada en prémer dues tecles. Aleshores, la polifonia (múltiples tons simultanis que permeten la composició dels acords) només es podia obtenir amb dissenys d'òrgans electrònics.
Així doncs, el 1976 van començar a aparèixer els primers sintetitzadors polifònics com els Yamaha CS-50, CS-60 i CS-80, els Sequential Circuits Prophet-5 i l'Oberheim Four-Voice. Aquests instruments també permetien per primera vegada l'enregistrament de la configuració en memòria digital així com l'emmagatzematge i la recuperació de sons.

## Cinta d'àudio o cinta de gravació

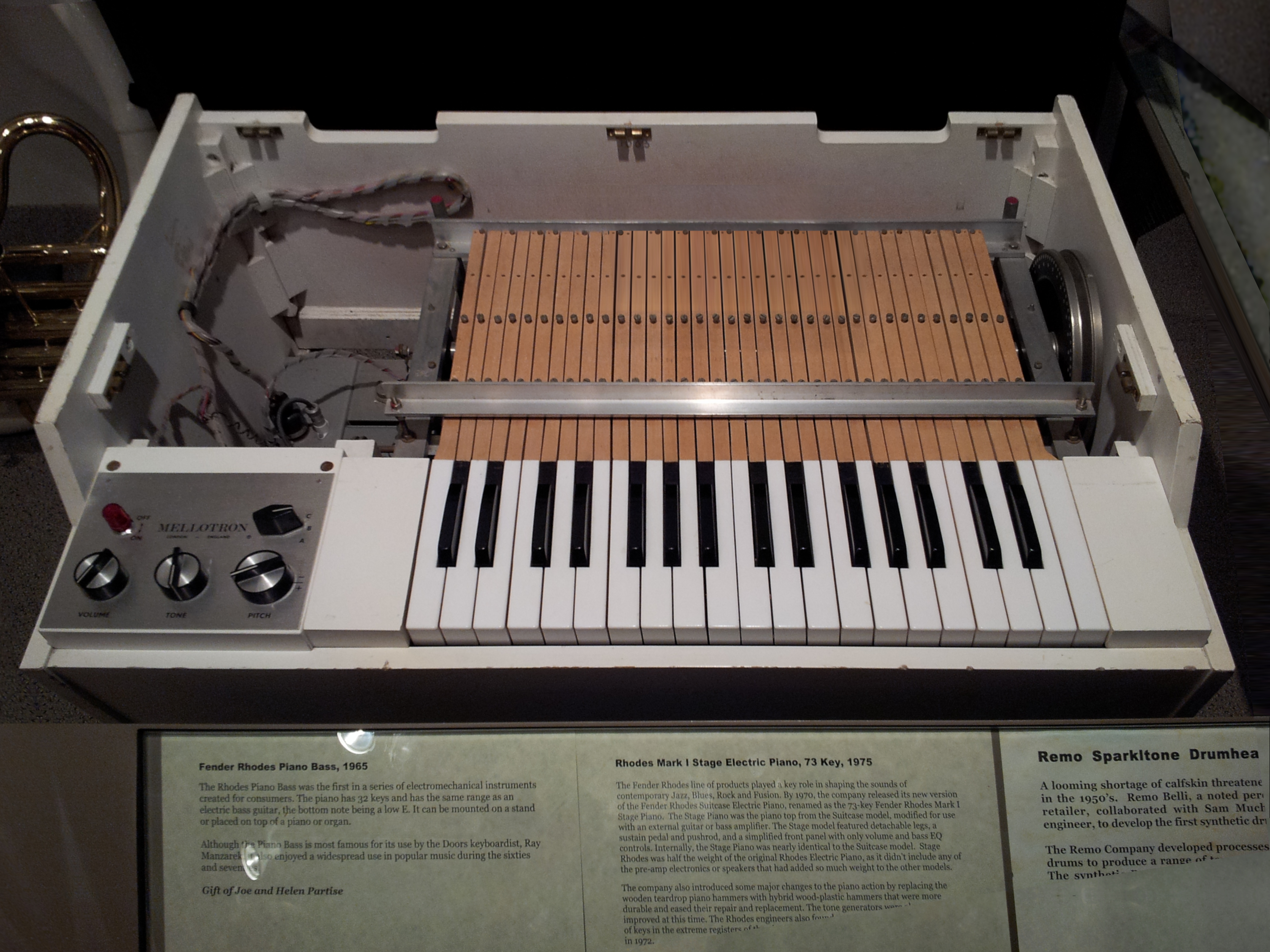
Instrument musical electrònic de cinta d'àudio magnetofònica anomenat Mellotron

Una altra tecnologia que va permetre el desenvolupament dels instruments de música electrònica va ser la cinta magnetofònica d'àudio o cinta de gravació de magnetòfon. La cinta d'àudio, que tenia l'avantatge de ser bastant lleugera, a més de tenir una bona fidelitat d'àudio, va substituir els primerencs gravadors de filferro més gruixuts.
De fet, el terme "música electrònica" (que va començar a utilitzar-se durant els anys 1930) incloïa el gravador com a element essencial: "sons produïts electrònicament gravats en cinta i arreglats pel compositor per formar una composició musical" també indispensable per a la música concreta.
Amb tot, la cinta d'àudio originalment utilitzada per al magnetòfon, també va donar origen als primers teclats analògics de reproducció de mostres, com és el cas del Chamberlin i el seu successor més famós, el Mellotron, un teclat polifònic electro-mecànic desenvolupat i construït a Birmingham, Anglaterra a principis dels anys seixanta.

## Seqüenciador de so

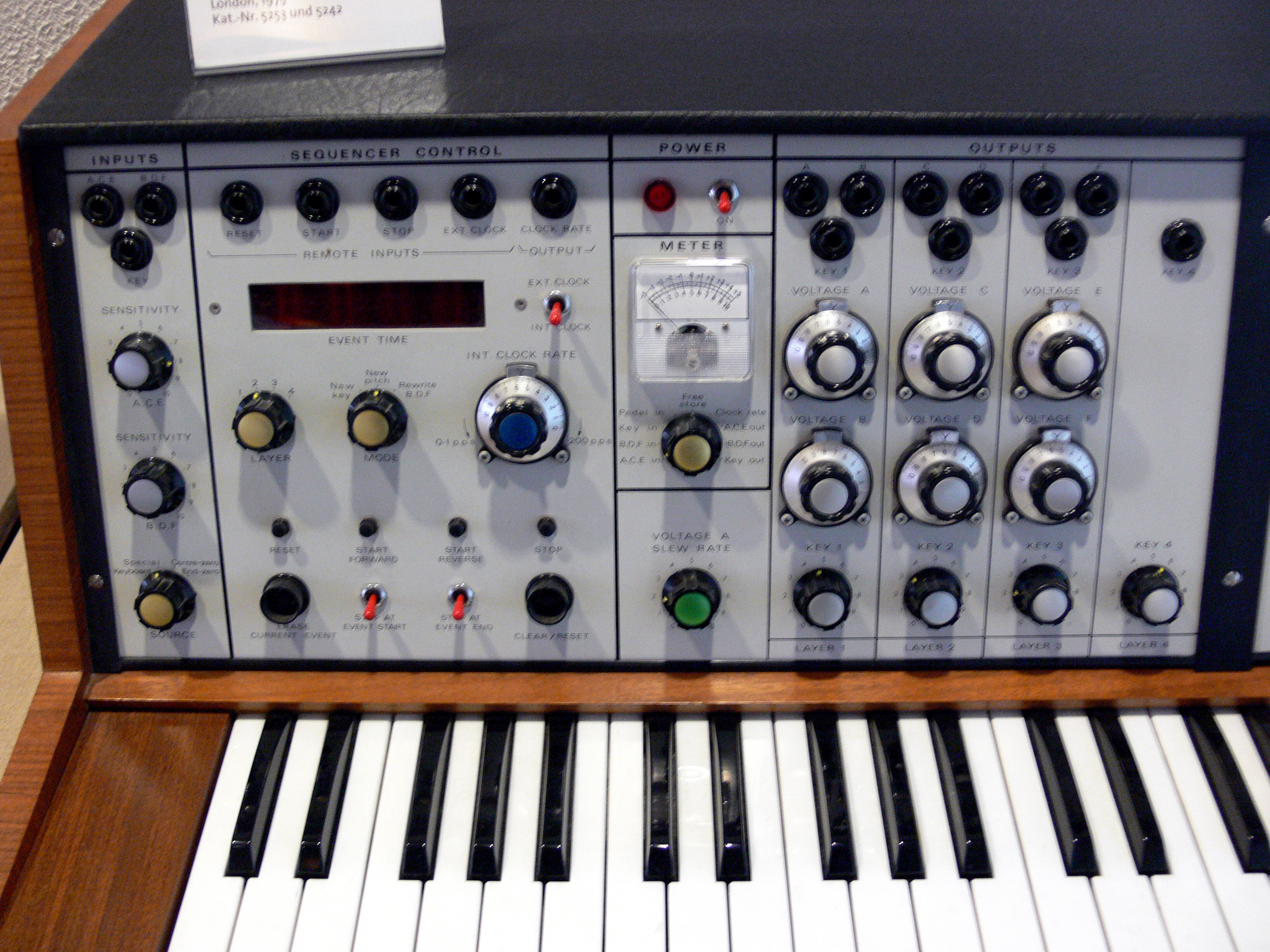
Un dels primers seqüenciadors digitals, Electronic Music Studios Synthi Sequencer 256 (1971)

Els seqüenciadors de so constitueixen un altre element tecnològic que ha permès el desenvolupament dels instruments musicals electrònics. Durant els anys 1940-1960, Raymond Scott, un compositor nord-americà de música electrònica, va inventar diversos seqüenciadors musicals per a les seves composicions elèctriques.
Aquests instruments de seqüència tocaven patrons rítmics de notes utilitzant una graella de normalment 16 botons o passos, essent cadascun d'ells una semicorxera (és a dir un 1/16 de rodona). Aquests patrons de notes es lliguen o acoblen tot establint un continu rítmic per formar composicions més llargues.

## L'era digital 1980-2000
Els primers sintetitzadors digitals eren experiments acadèmics en síntesi de so mitjançant ordinadors digitals. Així com va ser desenvolupada la síntesi de FM o síntesi de modulació de freqüència; com a forma de generar sons complexos digitalment amb el menor nombre d'operacions computacionals per mostra de so.

### Mostrejador o sampler
El mostrejador o sampler enregistra mostres de sons des d'una font externa, per posteriorment editar-los, guardar-los i modificar-los de diverses maneres; els sons així emmagatzemats poden reproduir-se posteriorment, per exemple, mitjançant un teclat o un seqüenciador. El Fairight CMI (Computer Musical Instrument), va ser el primer mostrejador o sampler digital polifònic, i precursor dels sintetitzadors basats en la mostra sonora o sampler.

### La informàtica musical i els sintetitzadors de software
Un altre desenvolupament important va ser l'adveniment de les computadores amb l'objectiu de compondre música, en lloc de manipular o crear sons. Iannis Xenakis va iniciar el que s'anomena música estocàstica, que és un mètode de composició que utilitza sistemes de probabilitat matemàtics.
Per altra banda, a mitjan anys 80, Miller Puckette a l'IRCAM va desenvolupar un programari de processament de senyals gràfic per a 4X anomenat Max (després de Max Mathews), i posteriorment el va portar a Macintosh (amb Dave Zicarelli estenent-lo per Opcode) per controlar MIDI en temps real, oferint possibilitat de composició algorítmica per a la majoria de compositors amb cert coneixement de programació informàtica modesta.

### MIDI
L'adveniment de la tecnologia MIDI (Musical Instrument Digital Interface) permet activar tots els dispositius de l'estudi musical de forma remota i sincronitzada, i cada dispositiu respon segons les condicions predeterminades pel compositor, amb una sola pulsació de tecles, un moviment de la roda de control, un moviment de pedals o una comanda d'un microordinador. Aquest desenvolupament va néixer el 1980, quan un grup de músics i comerciants de música es van reunir per normalitzar una interfície mitjançant la qual els nous instruments podrien comunicar instruccions de control amb altres instruments i l'ordinador habitual.

## Cultura DIY
A finals de la dècada de 1970 i principis de la dècada de 1980, els dissenys DIY (Do it yourself, 'Fes-ho tu mateix') es van publicar a revistes d'electrònica d'aficionats (sobretot el sintetitzador modular Formant, un clon de bricolatge del sistema Moog, publicat per Elektor) i kits van ser subministrats per empreses com Paia als EUA i Maplin Electronics al Regne Unit.

### Circuit de flexió

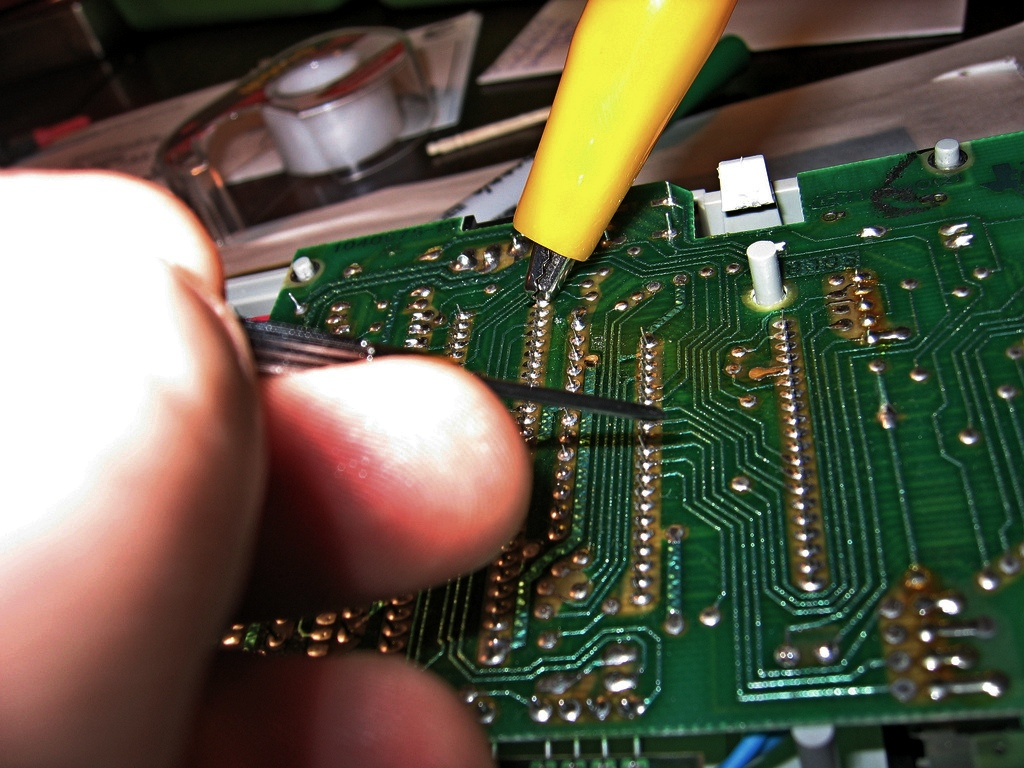
Buscant "bones corbes" amb un tornavís de joier i pinces de cocodril

El 1966, Reed Ghazala va descobrir i va començar a ensenyar matemàtiques de "circuit bending": l'aplicació del curtcircuit creatiu, un procés de curtcircuit a l'atzar, creant instruments electrònics experimentals, explorant principalment elements sonors de timbre i amb menys consideració al to o al ritme, i influenciat pel concepte de música aleatòria de John Cage.
Gran part d'aquesta manipulació dels circuits directament, especialment fins al punt de destrucció, va ser iniciada per Louis i Bebe Barron a principis dels anys 50, com ara el seu treball amb John Cage al Williams Mix i sobretot a la banda sonora de Forbidden Planet.
El circuit bending modern és la personalització creativa dels circuits dins de dispositius electrònics com ara tensions baixes, efectes de guitarra alimentats amb piles, joguines infantils i sintetitzadors digitals petits per crear nous instruments musicals o visuals i generadors de so. Emfatitzant l'espontaneïtat i l'aleatorietat, les tècniques de flexió de circuits s'han associat habitualment amb la música sorollosa, encara que se sap que molts músics i grups musicals contemporanis més convencionals experimenten amb instruments "doblats". La flexió del circuit sol implica desmuntar la màquina i afegir components com interruptors i potenciómetres que alteren el circuit. Amb l'interès revifat pel sintetitzador analògic, la flexió del circuit es va convertir en una solució barata per a molts músics experimentals per crear els seus propis generadors de so analògics individuals. Actualment es poden trobar molts esquemes per construir generadors de soroll com l'Atari Punk Console o la Dub Siren, així com modificacions senzilles per a joguines infantils com el famós Speak & Spell que sovint es modifiquen per circuit Bender.

### Sintetitzadors modulars
El sintetitzador modular és un tipus de sintetitzador que consta de mòduls intercanviables separats. També estan disponibles com a kits per a aficionats al bricolatge. Molts dissenyadors aficionats també posen a la venda plaques de PCB nues i panells frontals a altres aficionats.

## Exemples d'instruments musicals electrònics
- Mellotron
- Sintetitzador
- Orgue Hammond
- Theremin
- Guitarra elèctrica